# 429e régiment de fusiliers motorisés
Le 429e régiment de fusiliers motorisés (unité militaire n° 01860) est un régiment des Forces terrestres russes qui fait partie de la 19e division de fusiliers motorisés.
Le régiment est stationné dans la ville de Vladikavkaz jusqu'en 1995, puis transféré dans la ville de Mozdok depuis lors.